# Hiroto Sese
Hiroto Sese (世瀬 啓人 Sese Hiroto?), född 20 augusti 1999 i Tottori prefektur, är en japansk fotbollsspelare.
Sese började sin karriär 2018 i Gainare Tottori.